# Frank Southall
William Frank Southall (Wandsworth, 2 de julho de 1904 — Ilha Hayling, 1 de março de 1964) foi um ciclista britânico que participou em dois Jogos Olímpicos, 1928, em Amsterdã e a 1935, em Los Angeles, onde ele ganhou um total de três medalhas, duas de prata e um bronze. Ele competiu profissionalmente durante a década de 30 do século XX.

## Biografia
Participou de sua primeira corrida aos 17 anos e, três anos depois, consolidou-se como o melhor ciclista do país. Southall frequentemente vencia provas de tempo com tanta facilidade que as revistas de ciclismo cunharam o termo "margem Southall" para descrever uma vitória esmagadora na corrida. Em 1925, quebrou o recorde nacional da hora e foi escolhido para sua primeira corrida de estrada no Campeonato Mundial, em Amsterdã.
Em 1928, em Amsterdã, ele ganhou duas medalhas de prata na estrada por equipes, formando equipe com Jack Lauterwasser e John Middleton e na estrada individual. Porém, ele estava convencido de que havia sido tratado injustamente e de ter sido enganado em dois títulos olímpicos. Autoridades britânicas protestaram, alegando que o medalhista de ouro dinamarquês Henry Hansen havia tomado um atalho em uma das seções arborizadas do percurso, mas nenhuma evidência foi encontrada e o recurso foi rejeitado.
Em 1932, em Los Angeles, conquistou uma medalha de bronze na perseguição por equipes, juntamente com William Harvell, Charles Holland e Ernest Johnson. Nestes mesmo Jogos, Southall participou em mais duas provas: estrada por equipes, onde terminou em quarto, e na estrada individual, alcançado a sexta posição.
Southall optou por deixar seu emprego como gesseiro para correr profissionalmente pela Hercules Bicycles. Ele se concentrou em tentativas de recordes ponto a ponto e de 24 horas durante seu tempo como profissional antes de gradualmente encerrar sua carreira para se concentrar em um trabalho executivo na Hercules, que envolvia gerenciar a carreira das ciclistas femininas de sua empregadora.